# Aston Villa Football Club 1974-1975
Questa voce raccoglie le informazioni riguardanti l'Aston Villa Football Club nelle competizioni ufficiali della stagione 1974-1975.

## Stagione
Nell'anno del centenario della fondazione della società, l'Aston Villa, che in estate aveva acquistato solo due giocatori (Frank Carrodus e Leighton Phillips) riuscì a centrare la promozione in First Division giungendo secondo dietro al Manchester United. I Villans riuscirono inoltre a qualificarsi per la prima volta nella loro storia a una competizione europea grazie alla vittoria della Coppa di Lega (che avrebbe garantito l'accesso alla Coppa UEFA) contro il Norwich City.

## Maglie e sponsor
Vengono introdotte delle nuove divise, firmate dalla Umbro. La divisa per le partite interne resta immutata rispetto a quella precedente, con l'unica differenza dei calzettoni lilla, mentre quella per le partite esterne viene completamente rinnovata, presentando una maglia bianca con spalle bordeaux, calzoncini lilla e calzettoni bianchi.
| Casa | Trasferta |  |

## Rosa[1]
| N. |                             | Ruolo | Calciatore        |
| -- | --------------------------- | ----- | ----------------- |
| -  | Inghilterra (bandiera)      | P     | Jimmy Cumbes      |
| -  | Inghilterra (bandiera)      | P     | Graham Moseley    |
| -  | Scozia (bandiera)           | P     | Jake Findlay      |
| -  | Scozia (bandiera)           | D     | Charlie Aitken    |
| -  | Inghilterra (bandiera)      | D     | John Gidman       |
| -  | Inghilterra (bandiera)      | D     | Neil Rioch        |
| -  | Inghilterra (bandiera)      | D     | John Robson       |
| -  | Irlanda del Nord (bandiera) | D     | Chris Nicholl     |
| -  | Scozia (bandiera)           | D     | Ian Ross          |
| -  | Galles (bandiera)           | D     | Leighton Phillips |
| -  | Inghilterra (bandiera)      | C     | Frank Carrodus    |
| -  | Scozia (bandiera)           | C     | Jimmy Brown       |
| -  | Scozia (bandiera)           | C     | Bobby McDonald    |

| N. |                             | Ruolo | Calciatore     |
| -- | --------------------------- | ----- | -------------- |
| -  | Scozia (bandiera)           | C     | Pat McMahon    |
| -  | Inghilterra (bandiera)      | C     | Frank Pimblett |
| -  | Inghilterra (bandiera)      | C     | Ian Hamilton   |
| -  | Inghilterra (bandiera)      | C     | Steve Hunt     |
| -  | Inghilterra (bandiera)      | A     | Ray Graydon    |
| -  | Inghilterra (bandiera)      | A     | Tony Betts     |
| -  | Irlanda del Nord (bandiera) | A     | Bobby Campbell |
| -  | Inghilterra (bandiera)      | A     | Brian Little   |
| -  | Inghilterra (bandiera)      | A     | Alun Evans     |
| -  | Inghilterra (bandiera)      | A     | Keith Leonard  |
| -  | Inghilterra (bandiera)      | A     | Alan Little    |
| -  | Irlanda del Nord (bandiera) | A     | Sammy Morgan   |

## Statistiche

### Statistiche di squadra
| Competizione       | Punti | Totale | Totale | Totale | Totale | Totale | Totale | DR |
| Competizione       | Punti | G      | V      | N      | P      | Gf     | Gs     | DR |
| ------------------ | ----- | ------ | ------ | ------ | ------ | ------ | ------ | -- |
| Second Division    | 58    | 42     | 25     | 8      | 9      | 72     | 63     | +9 |
| FA Cup             | -     | 3      | 2      | 0      | 1      | 9      | 4      | +5 |
| Footbal League Cup | -     | -      | -      | -      | -      | -      | -      |    |